# Lucia Morico
Lucia Morico, född den 12 december 1975 i Fano, Italien, är en italiensk judoutövare.
Hon tog OS-brons i damernas halv tungvikt i samband med de olympiska judotävlingarna 2004 i Aten.